# Сендин-да-Серра
Сендин-да-Серра (порт. Sendim da Serra)  — бывший район (фрегезия) в Португалии, входил в округ Браганса. Являлся составной частью муниципалитета  Алфандега-да-Фе. По старому административному делению входил в провинцию Траз-уж-Монтиш и Алту-Дору. Входил в экономико-статистический  субрегион Алту-Траз-уш-Монтеш, который входит в Северный регион. Население составляло 110 человек на 2001 год. Занимал площадь 11,87 км².
При реорганизации 2012-2013 годов был объединён с Феррадозой. 